# Кяндская волость
Кяндская волость — административно-территориальная единица в составе Онежского уезда Архангельской губернии, существовавшая с 1924 по 1929 года. Центром волости было село Кянда.

## География
Волость располагалась на западе Онежского уезда. Центр волости село Кянда находилось в 55 километрах от уездного центра Онеги.

## История
Декретом ВЦИК от 9 июня 1924 в Онежском уезде образовано шесть укрупненных волостей: Кяндская, Онежская, Плесецкая, Поморская, Турчасовая и Чекуевская. Кяндская волость объединила волости Кяндскую, Лямицкую, Нижмозерскую, Пурнемскую и Тамицкую (кроме села Покровского). В 1929 году волость была упразднена, территория была включена в состав Онежского района.

## Состав волости
Кяндская волость включала в свой состав пять сельских обществ: Кяндское, Лямицкое, Нижмозерское, Пурнемское и Тамицкое.